# Куинцано д'Ольо
Куинца̀но д'О̀льо (на италиански: Quinzano d'Oglio, на източноломбардски: Quinsà, Куинса) е градче и община в Северна Италия, провинция Бреша, регион Ломбардия. Разположено е на 65 m надморска височина. Населението на общината е 6531 души (към 2013 г.).